# Beatriz Alvarenga
Beatriz Alvarenga Álvares (Santa Maria de Itabira, 1923 - Belo Horizonte, 19 de novembro de 2023) foi uma física, professora e escritora brasileira. 
Professora emérita da Universidade Federal de Minas Gerais, foi autora de vários livros didáticos para o ensino de Física.

## Biografia
Beatriz nasceu no interior de Minas Gerais, na cidade de Santa Maria de Itabira, em 1923. Era filha do farmacêutico Trajano Procópio de Alvarenga. Trajano decidiu se mudar para Belo Horizonte quando Beatriz tinha 10 anos em busca de uma melhor educação para seus 12 filhos.
Filha do Farmacêutico Trajano Procópio de Alvarenga vem de família numerosa de 11 irmãos. Casou-se aos 39 anos com o professor de língua portuguesa Celso Álvares. Aos 17 anos, prestou vestibular para o curso de engenharia civil, na Escola Livre de Engenharia, que anos mais tarde seria
incorporada à Universidade Federal de Minas Gerais. Como não havia curso superior de física na época, essa foi a alternativa escolhida por Beatriz, que queria ter estudado matemática. Era a única mulher de sua turma.

## Carreira
Nos anos 1940 foi a primeira professora de Física do Colégio Estadual Central de Belo Horizonte (Escola Estadual Governador Milton Campos). Foi pioneira, pois na época o ensino ministrado por mulheres era frequente em aulas de trabalhos manuais, ginástica e culinária. Em 1968, fez parte do grupo de professores que criou o Departamento de Física no Instituto de Ciências Exatas da UFMG. Até aquele momento, o curso funcionava na Faculdade de Filosofia e Ciências Humanas. Aposentou-se em 1987.
Morreu em Belo Horizonte no dia 19 de novembro de 2023 aos 100 anos de idade.

## Livros didáticos
Na ocasião da criação do departamento de física, o colega professor Antônio Máximo lhe sugeriu que escrevessem, em parceria, um livro didático. Segundo ele, as obras disponíveis para os estudantes eram recheadas de fórmulas matemáticas e com pouca ênfase na aplicação. Desde 2009, a cada ano, são vendidos em média 1,3 milhão de exemplares de suas obras para ensino fundamental e médio. 

## Prêmios
Em 1989 recebeu o título de Professora emérita do Departamento de Física da UFMG. Em 21 de abril de 2006 foi condecorada com a Medalha da Inconfidência pelo então Governador do Estado de Minas Gerais Aécio Neves.
Em 24 de maio de 2014, recebeu a Medalha Conselheiro Christiano Ottoni por ocasião das comemorações dos 103 anos da Escola de Engenharia da UFMG. Em 2014, foi homenageada pela UFMG por sua contribuição à divulgação da ciência. Foi vencedora do Prêmio Bom Exemplo em 2016. O Prêmio Bom exemplo é uma iniciativa da TV Globo Minas, da Fundação Dom Cabral, da Federação das Indústrias do Estado de Minas Gerais (FIEMG) e do Jornal O Tempo.